# Стара Березовка (Княгининський район)
Стара Березовка (рос. Старая Берёзовка) — присілок в Княгининському районі Нижньогородської області Російської Федерації.
Населення становить 0 осіб. Входить до складу муніципального утворення Возрожденська сільрада.

## Історія
Від 2009 року входить до складу муніципального утворення Возрожденська сільрада.

## Населення
1. Н/Д[2]